# Woodworthia (reptile)
Genre
Woodworthia est un genre de gecko de la famille des Diplodactylidae.

## Répartition
Les espèces de ce genre sont endémiques de Nouvelle-Zélande.

## Liste des espèces
Selon The Reptile Database (11 avril 2024) :
- Woodworthia brunneus (Cope, 1869)
- Woodworthia chrysosireticus (Robb, 1980)
- Woodworthia korowai Van Winkel et al., 2023[3]
- Woodworthia maculatus (Gray, 1845)

et neuf espèces restant à décrire :
- Woodworthia "Southern Mini"
- Woodworthia "Marlborough Mini"
- Woodworthia "Pygmy"
- Woodworthia "Kaikouras"
- Woodworthia "Mt. Arthur"
- Woodworthia "Cromwell Gorge"
- Woodworthia "Central Otago"
- Woodworthia "Southern Alps"
- Woodworthia "Otago/Southland"

## Publication originale
- Garman, 1901 : Some reptiles and batrachians from Australasia. Bulletin of the Museum of Comparative Zoology at Harvard College, vol. 39, p. 1-14 (texte intégral).